# Den Maskerade Proggaren
Den Maskerade Proggaren är en svensk tecknad superhjälteparodi av David Nessle som publicerades i tidningen Kapten Stofil. 
Likt Kapten Stofil är Proggaren en fantast av svunna tider, men där den förre förespråkar 1940- och 50-talens värderingar framhåller Proggaren 68-vänsterns ideal, ett fenomen som serien är både en satir över och hyllning till.
Den Maskerade Proggarens alter ego är Jarl Sandberg, en svensk yuppie och festprisse. Den marxistiske hjälten fick sina krafter våren 1968 i London, då han råkade stöta på Karl Marx gravsten efter en vild fest. Karl Marx spöke materialiserade sig, och anklagade Jarl för att leva ett tomt och innehållslöst liv. Marx bestämde sig för att göra slut på det, och gav Jarl krafter för att bli ett dialektiskt redskap för den Första Internationalen. Jarl Sandberg blev den Maskerade Proggaren, med kraften av en fjärdedel av världens alla kolchoser och kollektivindustrier. Proggaren svor sedan att viga sitt liv åt världsrevolutionen.

## Samlingsvolymer
- Nessle, David (2010). Den maskerade proggarens stora röda: samlade serier. Stockholm: Galago. Libris 11807387. ISBN 9789170375248
- Nessle, David (2013). Den maskerade proggarens oändliga jamsession. Stockholm: Ordfront Galago. Libris 13908985. ISBN 9789170376979